# Лапин, Василий Иннокентьевич
Василий Иннокентьевич Лапин (1823—1886) — детский писатель, драматург, окружной инспектор петербургского округа.

## Биография
Родился в Перми в 1823 году.
Окончил 2-ю Казанскую гимназию (1843) и историко-филологический факультет Императорского Казанского университета (1847).
С 31 декабря 1847 года — на службе в Казанской казённой палате, откуда перешёл на службу при Синоде.
В дальнейшем служил при Министерстве народного просвещения: был директором Виленского реального училища; в 1872 году стал окружным инспектором и членом учебного комитета по рассмотрению книг для народного чтения и преподавал историю в Екатерининском институте.
Скончался Лапин Василий Иннокентьевич 11 (23) января 1886 года в Санкт-Петербурге.

## Публикации
В 1855 году В. И. Лапин создал историческую трагедию в 5 актах в стихах: «Взятие Казани». Он стал автором народных книг, например: «Ледовое побоище», «Татарский погром (историческая повесть из времен татарского погрома)», «Из времен покорения Сибири: историческая повесть», (1882) и др. Лапин был сотрудником «Детского Чтения» и редактором журнала «Задушевное Слово».
Наибольшую популярность Лапину доставили его книги для детей: «Костенька», «Катенька» // «Отечественные Записки». — 1854. 
- Рассказы. — Казань: Губ. тип., 1854. — 155 с.
- Краткое изложение элементарных наук в рассказах для простолюдинов, составленное В. Лапиным. — 2-е изд., испр.; Ч. 1—5. — СПб.: М.О. Вольф, 1858.
- Рассказы из Св. истории. — 3-е изд., 1859
- Песенки с музыкой и поздравительные стишки на разные случаи для детей. — 1859
- Русская правда, или Суд в стародавние времена: историческая повесть. — 1860
- История России в рассказах для детей : Учебник для мл. возраста. — 3-е изд., передел. — Санкт-Петербург; Москва: М.О. Вольф, 1868 (обл. 1869). — 376 с.
- Покорение Царства Казанского. — 2-е изд. - СПб., 1887. — 32 с.